# Jules Le Pord
Jules Louis Marie Le Pord (Cherbourg, 20 décembre 1851-Brest, 29 mai 1932), est un officier de marine français.

## Biographie
Il entre à l'École navale en octobre 1868 et en sort aspirant de 2e classe en août 1870. Il sert alors en escadre du Nord sur l' Héroïnes et passe en mars 1871 sur la Couronne en Méditerranée.
En avril 1871, il commande une section de fusiliers et participe à la répression des mouvements insurrectionnels de Marseille. Aspirant de 1re classe (octobre 1871), il sert en mai 1872 sur la Belliqueuse en Extrême-Orient et obtient en décembre 1873, un témoignage de satisfaction pour son habileté dans l'organisation de l'école élémentaire du bord.
Enseigne de vaisseau (mars 1874), il sert sur la Garonne à Brest puis sur la Loire avec laquelle il prend part à une campagne en Nouvelle-Calédonie (1876). Il passe en mars 1877 sur le vaisseau-école Bretagne à Brest et devient en avril 1878, instructeur des apprentis timoniers sur l'Isis avant d'embarquer en avril 1879 sur le Chasseur sous les ordres de Georges-Ernest Fleuriais dans le Pacifique. Lieutenant de vaisseau (janvier 1880), il se fait remarquer par la qualité de ses travaux d'hydrographie et ses observations astronomiques, menées en particulier aux Tuamotu.
En octobre 1881, il est envoyé au Service hydrographique et refait les instructions nautiques des îles Marquises. En 1882, il accompagne Fleuriais en Patagonie dans une mission scientifique dont le but est d'observer le passage de Vénus sur le Soleil. Il obtient à cette occasion en février 1882, un nouveau témoignage de satisfaction.
Professeur d'architecture à l’École navale (septembre 1883), il commande en août 1885 l'aviso Guichen sur les côtes de Guinée puis en Nouvelle-Calédonie où il effectue des levés hydrographiques qui lui donnent en juin 1886 un témoignage de satisfaction du ministre.
Instructeur sur l’École des gabiers Résolue (avril 1888), il devient aide de camp d'Alfred Gervais à la division cuirassée du Nord sur le Marengo (février 1891) et prend part à une croisière en Baltique marquant ainsi les premiers pas de l'alliance franco-russe.
Aide de camp de l'amiral de Beaumont à la majorité de Cherbourg (février 1892), il est nommé capitaine de frégate en juin puis devient aide de camp de l'amiral de Boissoudy en octobre sur le Richelieu puis sur le Formidable en escadre de réserve de Méditerranée.
En janvier 1895, il commande l’École des apprentis gabiers à Brest sur le Tourville. Premier aide de camp du major général du port (janvier 1896), il commande en août 1897 le croiseur Milan en escadre de Méditerranée et mène en 1898 les essais du transport Bien-Hoa.
Capitaine de vaisseau (février 1899), il dirige les défenses sous-marines à Toulon en avril puis devient le commandant en 1901 du croiseur Châteaurenault en Méditerranée, du croiseur cuirassé Bruix en Atlantique et du cuirassé Suffren en Méditerranée (septembre 1903).
En avril 1906, il est nommé directeur des mouvements du port de Brest. Contre-amiral et major général à Brest (août 1906), il commande en octobre 1907 la 2e division de l'escadre de Méditerranée sur le Saint-Louis puis la Justice (avril 1908) avec laquelle il effectue des missions spéciales : secours aux victimes du tremblement de terre de Messine, mission de représentation à New York (1909).
Membre du Comité technique de la marine (septembre 1909), il est le président en avril 1910 de la commission d'aviation fondée par Auguste Boué de Lapeyrère pour l'étude de l'utilisation des avions et des dirigeables. Son rapport constitue l'acte de naissance de l'aéronavale. Il y prévoit l'attaque des navires par des avions torpilleurs ainsi que le repérage des sous-marins et des mines. Il y préconise aussi l'aménagement des navires porte-avions. Cette préconisation entraine la transformation de la Foudre qui devient le premier porte-aéronefs de la Marine française.
Au 1er janvier 1911, il devient membre du Comité technique, de la Commission supérieure de l'établissement des invalides de la Marine, du Conseil des prises et de la Commission des phares. Vice-amiral et préfet maritime de Cherbourg (août 1912), il prend sa retraite en mars 1916.

## Distinctions
- Commandeur de la Légion d'honneur (11 juillet 1909)
  -  Officier de la Légion d'honneur (30 décembre 1898)
  -  Chevalier de la Légion d'honneur (22 décembre 1885)
- Officier d'académie
- Officier de l'Instruction publique
- Commandeur de l'ordre des Saints-Maurice-et-Lazare